# Henri Berthoud
Pour les articles homonymes, voir Berthoud (homonymie).
Henri Berthoud, né le 17 avril 1877 à Neuchâtel et décédé le 3 août 1948 dans la même ville, est un homme politique suisse, membre du Parti radical-démocratique.

## Biographie
Henri Berthoud est né le 17 avril 1877 à Neuchâtel, en Suisse. Il est le fils du conseiller d'État Jean-Édouard Berthoud et de Georgine Léonie Panier.
Il étudie à l'École supérieure de commerce de Neuchâtel, puis entreprend des études en sciences et obtient un doctorat en chimie.
Membre du Parti radical-démocratique, il entre au Conseil général (législatif) de la ville de Neuchâtel en 1906 et est élu au Conseil communal, l'exécutif, la même année. D'abord secrétaire de ce Conseil jusqu'en 1908, il est ensuite chargé des Travaux publics de 1908 à 1912, de la Police de 1912 à 1915, puis à nouveau des Travaux publics jusqu'en 1919. En 1916, il est élu au Grand Conseil du canton de Neuchâtel et y reste jusqu'en 1941. Parallèlement, il siège à deux reprises au Conseil national, une première fois de 1923 à 1928 et une deuxième fois de 1931 à 1947. Il y préside la Commission des finances. Il fait également partie du conseil d'administration de la Chambre neuchâteloise du commerce et de l'industrie. Il meurt le 3 août 1948 à Neuchâtel.

## Vie privée
Henri Berthoud a une fille, Denise Berthoud.